# Tomáš Chorý
Tomáš Chorý, né le 26 janvier 1995 à Olomouc en Tchéquie, est un footballeur international tchèque qui évolue au poste d'avant-centre au Slavia Prague.

## Biographie

### Sigma Olomouc
Natif d'Olomouc en Tchéquie, Tomáš Chorý est formé au Sigma Olomouc, avec qui il fait ses débuts en professionnels. Il joue son premier match en équipe première le 22 février 2014, lors d'une rencontre de championnat remportée par son équipe face au Slavia Prague (5-1). Le 25 avril de la même année, il inscrit son premier but en professionnel, lors d'un match de championnat remporté par son équipe sur le score de deux buts à zéro face au SC Znojmo.

### Viktoria Plzeň
Tomáš Chorý rejoint le Viktoria Plzeň, le 4 janvier 2018, pour un contrat de quatre ans et demi.
Il joue son premier match sous ses nouvelles couleurs le 15 février 2018, lors d'une rencontre de Ligue Europa face au FK Partizan Belgrade. Il entre en jeu à la place de Michael Krmenčík et les deux équipes se neutralisent (1-1 score final).
Le 7 novembre 2018, Tomáš Chorý joue son premier match de Ligue des champions lors de la lourde défaite de son équipe face au Real Madrid (0-5). Il se fait remarquer le 12 décembre de cette année-là, et dans cette même compétition, en inscrivant le but vainqueur face à l'AS Roma. Son équipe s'impose finalement par deux buts à un.

### Slavia Prague
Le 3 juillet 2024, Tomáš Chorý signe en faveur du Slavia Prague pour un contrat de trois ans, soi jusqu'en juin 2027.

### En sélection nationale
Il représente l'équipe de Tchéquie des moins de 19 ans de 2012 à 2014, pour un total de quatre matchs.
Chorý est également sélectionné avec les moins de 20 ans entre 2014 et 2016. Au total, il prend part à six matchs, dont quatre comme titulaire.
Tomáš Chorý reçoit sa première sélection avec l'équipe de Tchéquie espoirs le 13 octobre 2015, face au Monténégro. Lors de cette rencontre, il entre en jeu à la place de Michal Trávník et les deux équipes se séparent sur un score nul (3-3).
En juin 2017, il participe au championnat d'Europe espoirs organisé en Pologne. Lors de cette compétition, il joue trois matchs. Il se met en évidence en délivrant une passe décisive face à l'Italie, puis en inscrivant un but face au Danemark. Avec un bilan d'une victoire et deux défaites, la Tchéquie ne dépasse pas le premier tour.
Âgé de 28 ans, Chorý reçoit sa première convocation avec la sélection tchèque pour les deux matchs de novembre 2023 dans le cadre des éliminatoires de l'Euro 2024. Il honore sa première cape le 20 novembre en étant titularisé contre la Moldavie, délivrant une passe décisive pour l'ouverture du score de David Douděra et marquant le deuxième but de son équipe sur une tête à la réception d'un corner lors d'une victoire 3-0.
Il est retenu dans la liste des 26 joueurs tchèques du sélectionneur Ivan Hašek pour participer à l'Euro 2024. Remplaçant sur deux matchs (Portugal et Turquie), il sera éliminé avec son équipe dès le premier tour. 

## Palmarès

### En club
Viktoria Plzeň
- Champion de République tchèque
  - 2017-2018